# Shibushi
Shibushi (jap. 志布志市 Shibushi-shi) – miasto w Japonii, w prefekturze Kagoshima, na wyspie Kiusiu.

## Historia
1 kwietnia 1889 roku, wraz z wdrożeniem przepisów miejskich, powstała wioska Shibushi (jap. 志布志村). W lutym 1891 roku wioskę podzielono na trzy osobne: Higashi Shibushi (jap. 東志布志村), Nishi Shibushi (jap. 西志布志村) i Tsukino (jap. 月野村). 1 lipca 1913 roku wioska Higashi Shibushi zdobyła status miasteczka, którego nazwa została zmieniona na Shibushi. 1 stycznia 2006 roku, w wyniku połączenia miasteczek Shibushi, Ariake i Matsuyama powstało miasto Shibushi.

## Populacja
Zmiany w populacji terenu miasta w latach 1950–2015: